# Pantanloana
Pantanloana est une localité située dans le département de Bilanga de la province de la Gnagna dans la région Est au Burkina Faso.

## Santé et éducation
Pantanloana accueille un centre de santé et de promotion sociale (CSPS).
Le village possède une école primaire publique.